# Lionel Tshimanga Muteba
Lionel Tshimanga Muteba (* 8. Juni 1990) ist ein kongolesischer Leichtathlet kanadischer Herkunft, der sich auf den Sprint spezialisiert hat und seit 2022 für den Kongo startberechtigt ist.

## Sportliche Laufbahn
Erste Erfahrungen bei internationalen Meisterschaften sammelte Lionel Tshimanga Muteba im Jahr 2022, als er bei den Afrikameisterschaften in Port Louis mit 10,71 s in der ersten Runde im 100-Meter-Lauf ausschied, wie auch über 200 Meter mit 21,84 s. Zudem belegte er mit der kongolesischen 4-mal-100-Meter-Staffel in 41,24 s den sechsten Platz. Im Juli startete er dank einer Wildcard über 100 Meter bei den Weltmeisterschaften in Eugene und erreichte dort die Hauptrunde und schied dort mit 10,60 s aus. Im Jahr darauf belegte er bei den Spielen der Frankophonie in Kinshasa in 10,49 s den siebten Platz über 100 Meter und schied über 200 Meter mit 21,44 s im Halbfinale aus. Zudem belegte er im Staffelbewerb in 40,58 s den fünften Platz. 2024 schied er bei den Afrikameisterschaften in Douala mit 10,51 s und 21,37 s jeweils in der ersten Runde über 100 und 200 Meter aus.

## Persönliche Bestleistungen
- 100 Meter: 10,25 s (+2,0 m/s), 4. Juni 2024 in Guelph
  - 60 Meter (Halle): 6,77 s, 20. Januar 2024 in Ottawa (kongolesischer Rekord)
- 200 Meter: 21,01 s (+1,7 m/s), 24. Juni 2023 in Windsor